# Адміністративний поділ Казахстану
Казахстан поділяється на 17 областей (каз. облысы) та 3 міських адміністрації (міста) республіканського підпорядкування (каз. қаласы).

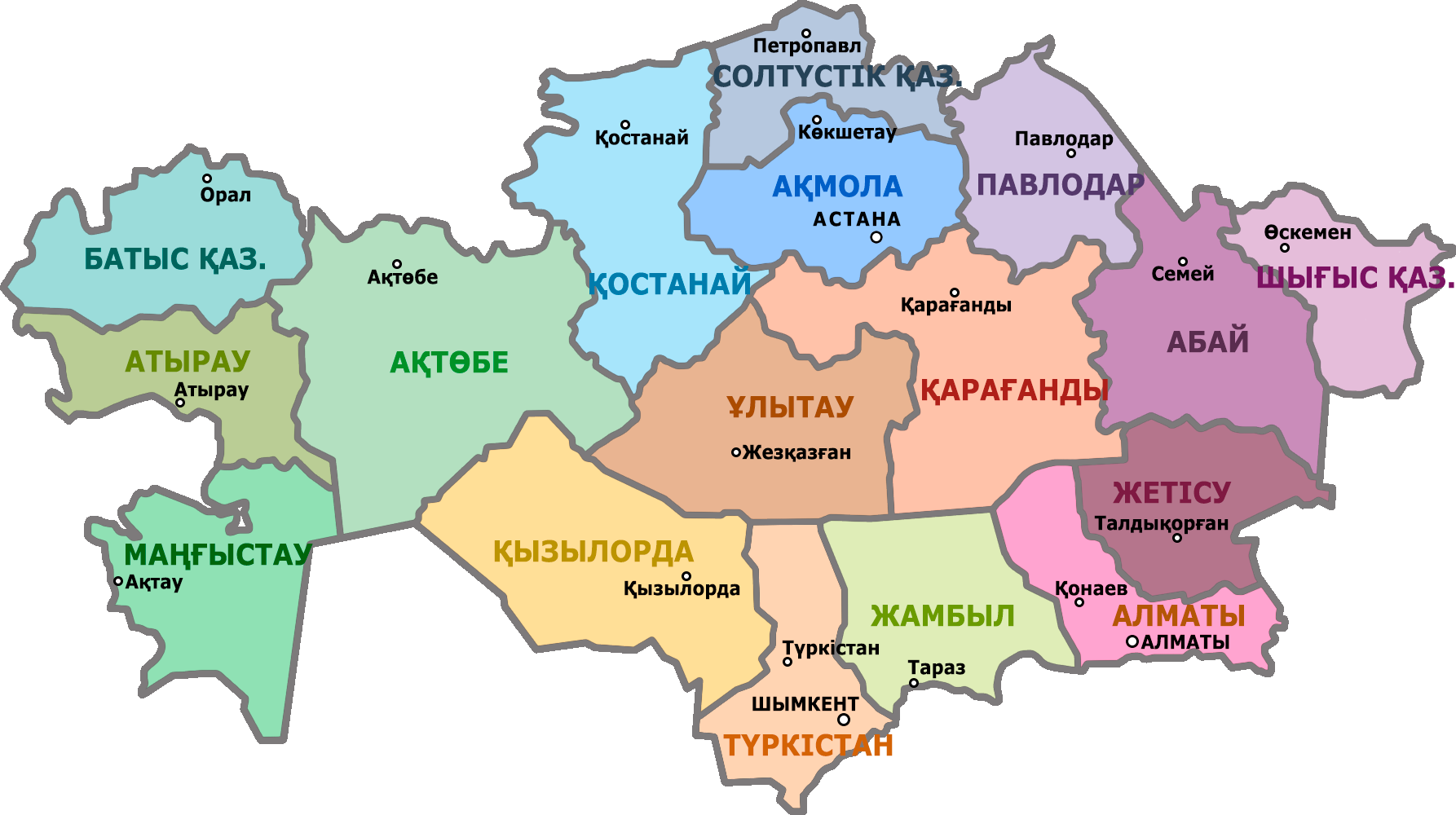
Області Казахстану (2022 рік)

Адміністративні одиниці:
- 1-го порядку — області, міські адміністрації
- 2-го порядку — райони, міські адміністрації
- 3-го порядку — міські адміністрації, селищні адміністрації (селищні округи), сільські округи, сільські адміністрації

## Адміністративний устрій
Міста республіканського значення:
- Алмати
- Астана
- Шимкент

Області:
| №  | Герб | Область               | Адміністративний центр | Площа (км²) | Населення, осіб |
| -- | ---- | --------------------- | ---------------------- | ----------- | --------------- |
| 1  |      | Карагандинська        | Караганда              | 428 000     | 1 411 700       |
| 2  |      | Східноказахстанська   | Оскемен                | 283 300     | 1 530 800       |
| 3  |      | Алматинська           | Конаєв                 | 224 000     | 1 589 200       |
| 4  |      | Жамбильська           | Тараз                  | 144 000     | 983 900         |
| 5  |      | Туркестанська         | Туркестан              | 117 249     | 1 976 700       |
| 6  |      | Кизилординська        | Кизилорда              | 226 000     | 596 300         |
| 7  |      | Актюбінська           | Актобе                 | 300 600     | 703 400         |
| 8  |      | Костанайська          | Костанай               | 196 000     | 1 019 600       |
| 9  |      | Північноказахстанська | Петропавловськ         | 98043,16    | 725 900         |
| 10 |      | Акмолинська           | Кокшетау               | 121 400     | 835 700         |
| 11 |      | Павлодарська          | Павлодар               | 119298,22   | 743 800         |
| 12 |      | Західноказахстанська  | Уральськ               | 151 300     | 609 100         |
| 13 |      | Атирауська            | Атирау                 | 118 600     | 439 900         |
| 14 |      | Мангистауська         | Актау                  | 165 642     | 445 800         |

8 червня 2022 року утворено ще 3 області:
- Абайська область (центр — Семей)
- Жетисуська область (Талдикорган)
- Улитауська область (Жезказган)

До 1997 року існували 19 областей і одне місто республіканського значення.

## Історія

### Казахське ханство

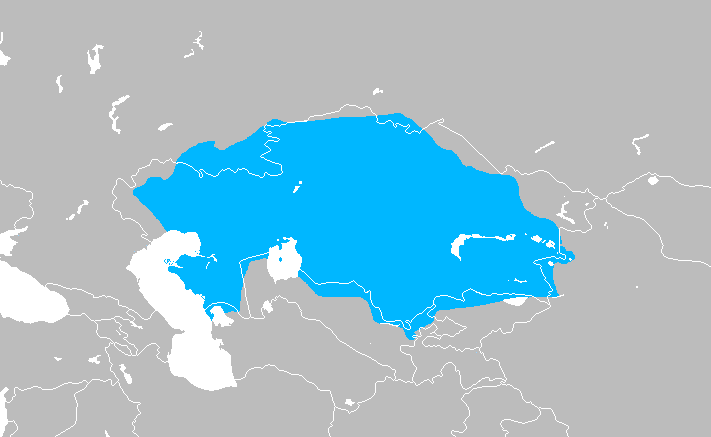
Казахське ханство на мапі

У період 1465—1812 років існувало Казахське ханство, яке утворилось в процесі розпаду Золотої Орди (1465 року) та Узбецького ханства (1468 року). При Касим-хані (15—16 століття) воно набуло найбільшого розквіту і у адміністративному відношенні поділялось на 4 вілаяти:
- Туркестанський вілаят — столиця Сигнак, включав територію сучасного Південного Казахстану
- Улитауський вілаят — столиця Орда-Базар, найбільший за площею, включав території сучасних Центрального, Північного та Східного Казахстану
- Сарайчицький вілаят — столиця Сарайчик, включав територію сучасного Західного Казахстану
- Жетисуйський вілаят — включав територію Семиріччя, сучасний південно-східний край Казахстану

1812 року ханство у процесі громадянської війни розпалось на 3 жузи:
- Старший жуз — столиця Ташкент, включав територію сучасного Південного Казахстану
- Середній жуз — столиця Туркестан, включав території сучасних Північного, Східного частково Центрального та Південного Казахстану
- Молодший жуз — столиця Казали, включав територію сучасних Західного та частково Центрального Казахстану

1822 року на фоні громадянської війни почалось поступове захоплення території жузів Російською імперією. 1837 року почалось національно-визвольне повстання Кенесари, наслідком чого стало об'єднання усіх жузів 1841 року на чолі з керівником повстання і поновлення Казахського ханства. 1847 року Кенесари був убитий киргизами і ханство повністю увійшло до складу Росії.

### Колонізація казахських земель
1821 року для розгляду пропозицій з реорганізації управління Сибіром був створений «Сибірський комітет», результатом діяльності якого став проєкт «Уставу про Сибірських киргизів». 22 червня 1822 року він був затверджений Олександром I законодавчо. Область Сибірських киргизів, так називалась територія Середнього жузу, повинна була увійти до складу новоствореної Омської області. Самих казахів планувалось розділити на внутрішніх та зовнішніх. До перший відносились казахи, які проживали біля міст Омська, Петропавловська, Семипалатинська та Усть-Каменогорська. Усі інші стали зовнішніми — кочовими. Адміністративний устрій останніх був трирівневим:
- зовнішній округ — включав у себе 15—20 волостей, головою був ага султан, який очолював дуан; до складу управління назначались 2 засідателя із росіян, яких назначали з Омська, та 2 засідателя зі знатних казахів, яких обирали бії та старшини; ага султан обирався на 3 роки та отримував звання майора
- волость — складалась з 10—12 аулів, головою був волосний управитель, що обирався з числа султанів
- аул — включав в себе 50—70 кибіток, головою був аульний старшина, що обирався на 3 роки

26 січня 1822 року була утворена Омська область із частин Тобольської та Томської губерній, до складу якої увійшли північні землі Середнього жузу. В адміністративному відношенні область поділялась на внутрішні та зовнішні округи. Внутрішніми округами стали Омський, Петропавловський, Семипалатинський та Усть-Каменогорський. 1824 року були утворені Каркаралінський та Кокчетавський зовнішні округи, 1831 року — Аягузький зовнішній округ, 1832 року — Акмолінський зовнішній округ, 1833 року (за іншими даними 1826 року) — Баян-Аульський та Уч-Булацький (Ушбулацький, Учбулацький) зовнішні округи, 1834 року — Аман-Карагайський (Аманкарагайський) зовнішній округ. 1836 року Омська область була ліквідована, територія поділена між сусідніми губерніями:
- до Тобольської губернії — Омський та Петропавловський округи
- до Томської губернії (Бійського повіту) — Семипалатинський та Усть-Каменогорський округи

1844 року утворено Кокпектинський зовнішній округ.
19 травня 1854 року була утворена Область Сибірських киргизів. До її складу увійшли 5 округів — Акмолінський, Баянаульський, Каркаралінський, Кокчетавський, Кушмурунський.
1 жовтня 1854 року була утворена Семипалатинська область.

### Російська імперія
21 жовтня 1868 року були ліквідовані Область Сибірських киргизів, Область Оренбурзьких киргизів, Семипалатинська область (в старому складі), землі Уральського (Оренбурзький киргизький степ) та Сибірського козачих військ, ліквідовано старий трирівневий поділ та 1 січня 1869 року утворено 4 нові області:
- Акмолінська область — 3 округи Області Сибірських киргизів: Акмолінський, Атбасарський, Кокчетавський; землі 1—5 та частини 6 полкових округів Сибірського козачого війська; центром стало місто Акмолінськ, однак до моменту формування місцевої влади управління проводилось із Омська
- Семипалатинська область — 4 округи старої Семипалатинської області: Баян-Аульський, Каркаралінський, Кокпектинський та Семипалатинський; Зайсанський край, частина Області Сибірських киргизів, 7—8 та частина 6 полкових округів Сибірського козачого війська, центром стало місто Семипалатинськ
- Тургайська область — східна частина Області Оренбурзьких киргизів, тимчасовим центром стало місто Оренбург, з наступним перенесення центру вглиб степу
- Уральська область — землі Уральського козачого війська; західна на невелика територія центральної частин Області Оренбурзьких киргизів, центром стало місто Уральськ

Спочатку області підпорядковувались Оренбурзькому генерал-губернаторству, яке було утворене ще 9 лютого 1865 року (1868 — 11.07.1881), а потім — Степному генерал-губернаторству (30.05.1882 — 1917).
За новим поділом склад області був такий:
- Акмолінська область — спочатку мала 4 округи: Акмолінський, Кокчетавський, Петропавловський та Омський; 3 жовтня 1869 року на півдні області утворено Сарисуйський округ, який 13 вересня 1878 року перейменовано в Атбасарський
- Семипалатинська область — спочатку мала 4 округи: Семипалатинський, Павлодарський, Каркаралінський та Кокпектинський; Зайсанський край утворював окреме Зайсанське приставство. 1869 року із частин Кокпектинського повіту та Зайсанського приставства утворено Усть-Каменогорський повіт, південна частина Кокпектинського повіту (з самим Кокпекти) передана до складу Зайсанського приставства (Кокпекти при цьому стало безповітовим містом). 1892 року Зайсанське приставство стало округом
- Тургайська область
- Уральська область

1898 року усі округи були перетворені у повіти.
18 грудня 1917 року до складу Акмолінської області увійшли Тарський та Тюкалінський повіти Тобольської губернії, 31 грудня 1917 року утворено Татарський повіт, 1918 року — Калачинський повіт шляхом відокремлення від Тюкалінського (відокремлення відбулось самостійне, обласне управління не визнавало цього). Тоді ж зі складу Алтайської губернії було приєднано Славгородський повіт. 18 квітня зі складу Тарського повіту до Ішимського повіту Тобольської губернії було передано 3 волості — Вікуловська, Каргалинська та Озьоринська. У серпні деякі волості Калачинського повіту відійшли до складу Омського повіту, а у грудні Калачинський, Тарський та Тюкалінський повіти повернуті до складу Тобольської губернії.
Так як центром області Акмолінськ так і не став, то 19 січня 1919 року Акмолінська область перейменована в Омську. 26 січня Калачинський, Тарський та Тюкалінський райони знову передані до складу Омської області, однак після приходу тимчасового уряду усі повіти були повернуті назад. Повернуто було і назву області — вона знову стала Акмолінською. У лютому 6 волостей Тюкалінського повіту передані до складу Омського повіту. У липні область знову перейменована в Омську, до якої знову увійшли 3 вище згадані повіти, а також Татарський повіт Томської губернії. 3 січня 1920 року Омська область перетворена в Омську губернію.
На початку 1920 року Тургайська область перетворена у Тургайську губернію, однак вже 7 липня того ж року вона увійшла до складу новоствореної Оренбурзько-Тургайської губернії.

### 1920

Автономна Киргизька СРР станом на 1922 рік

Декретом № 359 від 26 серпня 1920 року Всеросійського центрального виконавчого комітету (ВЦВК) та Ради народний комісарів (РНК) була утворена Автономна Киргизька Соціалістична Радянська Республіка як частина РРФСР. До її складу увійшли:
- уся Семипалатинська область — Зайсанський, Каркаралінський, Павлодарський, Семипалатинський та Усть-Каменогорський повіти
- частина Акмолінської області — Акмолінський, Атбасарський, Кокчетавський, Петропавловський повіти та частина Омського повіту
- частина Оренбурзько-Тургайської губернії — уся Тургайська область (Актюбінський, Іргізький та Тургайський повіти) та Темірський повіт Уральської області
- уся Уральська область — Гур'євський, Лбіщенський та Уральський повіти
- частина Закаспійської області — Мангишлацький повіт, 4-та та 5-та Адаєвські волості Красноводського повіту
- уся Букеєвська губернія — Калмицький, Камиш-Самарський, Наринський, І-ий Приморський, ІІ-ий Приморський, Талоський та Торгунський повіти, Область Волго-Каспійської Киргизії; до складу губернії увійшли також 4 волості Астраханської губернії (Ганюшкінська, Ніколаєвська, Самхінська та Сафоновська волості), які хоча і підпорядковувались Киргизькому революційному комітету, але не у господарських питаннях
- частина Астраханської губернії — Синеморська волость, території колишніх казенних оброчних земель, які прилягали до І-го та ІІ-го Приморських повітів

Управління Акмолінської та Семипалатинської областей залишалось у віданні Сибірського революційного комітету до моменту встановлення відповідних керівних органів на місцях.
20 вересня 1920 року постановою ВЦВК були внесені зміни до декрету № 359, якими до складу новоутвореної автономної республіки була включена:
- інша частина Оренбурзько-Тургайської губернії — частина колишньої Оренбурзької губернії (Ілецький, Ісаєвський, Краснохолмський, Оренбурзько-Покровський, Петровський та Шарлицький райони), місто Оренбург стало столицею усієї республіки

У жовтня 1920 року частини Закаспійської області (Мангишлацький повіт, 4-та та 5-та Адаєвські волості Красноводського повіту) утворили Адаєвський повіт республіканського підпорядкування. У листопаді 1920 року Кустанайський повіт Челябінської губернії включений до складу Оренбурзько-Тургайської губернії.

### 1921—1922
1921 року починається утворення губерній у складі республіки на теренах колишніх областей. 17 січня 1921 року постановою ВЦВК утворена Акмолінська губернія. 27 квітня 1921 року Всесвятський район Акмолінської губернії відійшов до складу Оренбурзько-Тургайської губернії. 10 червня 1921 року був встановлений кордон між Акмолінською та Омською губерніями, при цьому до складу республіки відійшли 8 російських волостей (Добровольська, Котельніковська, Моїсеєвська, Ново-Санжаровська, Оріховська, Русько-Полянська, Степановська та Чорноусовська) та станція Ісіль-Куль. 1 жовтня 1921 року ще 15 волостей Омського повіту було включено до складу Акмолінської губернії. 8 грудня 1921 року утворились Кустанайська та Актюбінська губернії шляхом розділення Оренбурзько-Тургайської. 11 грудня 1921 року утворена Семипалатинська губернія. 12 січня 1922 року станція Ісіль-Куль повернута до складу Омської губернії.

### 1924—1925
У 1924 до складу ввійшли північні частини Джетисуйської, Сирдар'їнської і Самаркандської областей, на території яких утворені Джетисуйська і Сирдар'їнська губернії.
У лютому 1925 в південній частині Приаралля у складі Киргизької АРСР була утворена Кара-Калпацька АО.
У квітні 1925 Киргизька АРСР була перейменована в Казакську АРСР, була перенесена столиця із Оренбурга в Кзил-Орду, а Оренбурзька губернія в липні 1925 була виділена зі складу Киргизької АРСР і передана у безпосереднє підпорядкування РРФСР.
Кара-Киргизька АО у складі РРФСР (14 жовтня 1924), в травні 1925 перейменована в Киргизьку АО, у лютому 1926 перетворена в Киргизьку АРСР.

### 1928 рік
Значним рубежем в історії адміністративного устрою є 1928 рік. 17 січня постановою ЦВК Казахської РСР було ліквідовано поділ республіки на губернії, повіти та волості; вводились округи та райони.
- На теренах Семипалатинської губернії утворилось 5 округів: Акмолинський, Каркаралінський, Павлодарський, Семипалатинський та Сир-Дар'їнський[6]
  - Семипалатинський округ утворився із волостей Семипалатинського, Усть-Каменогорського, Бухтарминського та Зайсанського повітів Семипалатинської губернії та Лепсинського повіту Джетисуйської губернії. До його складу увійшли 23 райони: Аягузький, Бель-Агацький, Бескарагайський, Джарминський, Жана-Семейський, Зайсанський, Зиряновський, Катон-Карагайський, Кзилтанський, Кзил-Тасівський, Курчумський, Маканчинський, Маркакульський, Ріддерський, Самарський, Тарбагатайський, Уланський, Убинський, Урджарський, Усть-Каменогорський, Чингістайський, Чингістауський та Шемонаїхинський.

Шістьма постановами Президії Казахського ЦВК у період з 13 березня по 5 травня 1928 року було внесено низку змін в кордони округів та районів:
- 4 квітня було утворено Бурасинський та Ленінський район Семипалатинського округу.
- 23 червня Ленінський район Семипалатинського округу перейменовано в Разінський.

На початку травня 3-тя сесія Казахського ЦВК 6-го скликання затвердила ці зміни і доручила Президії Казахського ЦВК внести проєкт адміністративно-територіального устрою Казахстану на затвердження Президії ВЦВК. 3 вересня 1928 року Президії ВЦВК РРФСР затвердила нове районування республіки. До цього моменту існували 1 автономна область, 6 губерній, 2 округи, 31 повіт та 411 волостей. Після затвердження змін республіка поділялась на 1 автономну область (поділялась на 10 районів), 13 округів та 180 районів. Навесні 1929 року відбулись перші вибори до аульних, сільських та міських рад, пройшли перші з'їзди рад новоутворених округів та районів.

### 1930 рік
У березні 1930 Кара-Калпацька АО виведена зі складу Казакської АСРР і підпорядкована безпосередньо РРФСР, а Омський повіт — до Сибірського краю.
17 грудня 1930 року на основі постанови ВЦВК від 23 липня 1930 року округи були ліквідовані, 183 райони напряму підпорядковувались верховній владі. Паралельно було проведено укрупнення районів, в результаті чого кількість однонаціональних районів зменшилась, більшість районів стали змішаними.

### 1932 рік
На основі постанови 2-ї сесії Казахського ЦВК 8 скликання 20 лютого 1932 року був введений обласний поділ, територія республіки була поділена на області: Актюбінську, Східноказахстанську, Карагандинську та Південноказахстанську.
До складу Семипалатинської області увійшли 21 район: Абралинський, Баян-Аульський, Бель-Агацький, Бескарагайський, Джарминський, Зайсанський, Зиряновський, Іртиський, Каркаралінський, Катон-Карагайський, Кокпектинський, Кувський, Курчумський, Максимо-Горьківський, Павлодарський, Тарбагатайський, Уланський, Усть-Каменогорський, Цюрупинський, Чингістауський та Шемонаїзинський.

## Адміністративні одиниці
Адміністративні одиниці станом на 2009 рік:
| Область                        | Площа (км²) | Райони | Міста | Міські селища | Сільські селища | Аули (села) | Селищні акімати | Аульні (сільські) округи |
| ------------------------------ | ----------- | ------ | ----- | ------------- | --------------- | ----------- | --------------- | ------------------------ |
| Акмолинська область            | 146200      | 17     | 10    | 5             | 9               | 646         | 5               | 253                      |
| Актюбінська область            | 300600      | 12     | 8     | -             | 2               | 393         | -               | 141                      |
| Алматинська область            | 223900      | 16     | 10    | 1             | 14              | 713         | 1               | 251                      |
| Атирауська область             | 118600      | 7      | 2     | 2             | 4               | 170         | 2               | 73                       |
| Жамбилська область             | 144200      | 10     | 4     | -             | 7               | 368         | -               | 153                      |
| Західноказахстанська область   | 151300      | 12     | 2     | 4             | -               | 471         | 4               | 155                      |
| Карагандинська область         | 428000      | 11     | 11    | 11            | 25              | 413         | 10              | 194                      |
| Кизилординська область         | 226100      | 7      | 4     | 2             | 1               | 256         | 2               | 143                      |
| Костанайська область           | 196000      | 16     | 5     | 3             | 5               | 662         | 3               | 257                      |
| Мангистауська область          | 166000      | 5      | 3     | -             | 3               | 51          | -               | 42                       |
| Павлодарська область           | 124800      | 10     | 3     | 4             | 1               | 405         | 4               | 169                      |
| Південно-Казахстанська область | 117300      | 14     | 8     | -             | 8               | 855         | -               | 187                      |
| Північноказахстанська область  | 98000       | 13     | 5     | -             | -               | 704         | -               | 204                      |
| Східноказахстанська область    | 283200      | 15     | 10    | 3             | 22              | 798         | 3               | 252                      |
| Астана                         | 722         | 3      | 1     | -             | -               | -           | -               | -                        |
| Алмати                         | 339         | 7      | 1     | -             | -               | -           | -               | -                        |
| Казахстан всього               | 2725300     | 175    | 87    | 35            | 101             | 6905        | 34              | 2474                     |